# Идзумо (крейсер)
«Идзумо» (яп. 出雲) — японский броненосный крейсер I класса одноименного типа, участвовавший в Русско-японской войне.
Головной в серии из двух кораблей, последних, построенных по программе 1896 года (т. н. «Программа шесть-шесть»). Назван в честь исторической провинции Идзумо.
Проект разработан кораблестроителем сэром Филипом Уоттсом и представлял собой усовершенствованный тип «Асама» с водотрубными котлами вместо огнетрубных и крупповской бронёй вместо гарвеированной. Заложен в мае 1898 года.

## Служба
Во время Русско-японской войны был флагманским кораблем вице-адмирала Камимуры Хиконодзё.
- В марте 1904 года принял участие в первом походе к Владивостоку и обстреле города.
- 1 (14) августа 1904 — Участвовал в бою в Корейском проливе с Владивостокским отрядом крейсеров, получил 20 попаданий (2 человека убито, 17 ранено).
- 26 мая 1905 — Участвовал в Цусимском сражении. Получил 12 попаданий, из них 9 тяжелыми и средними снарядами (убито 3 и ранено 27 человек).
- 22 мая 1909 — Вышел из Сасебо под командой капитана Такэситы Исаму для участия в торжествах по случаю 140-й годовщины основании Сан-Франциско. Посетил Гавайи, Монтерей, Санта-Барбару и Сан-Диего.
- Во время Первой мировой войны был флагманским кораблем 2-й эскадры специального назначения, участвовал в проводке конвоев по Средиземному морю.
- Приписан к учебному отряду, базировался в Йокосуке.
- 1 сентября 1921 — Переквалифицирован в корабль береговой обороны I класса.
- 30 мая 1931 — Переквалифицирован в корабль береговой обороны.
- 1932—1942 — Флагман 3-го флота, действовавшего в Китае.
- 1934 — Корабль оснащен гидросамолётом.
- 1937 — Отразил атаку китайской авиации и несколько позже торпедных катеров во время Японо-Китайской войны.
- 8 декабря 1941 года в Шанхае принудил к сдаче американскую канонерскую лодку «Уэйк» и потопил английскую канонерскую лодку «Петерел».
- 1 июля 1942 — Вооружен зенитной артиллерией, переквалифицирован в крейсер I класса, использовался как учебный корабль.
- 28 июля 1945 — Потоплен американской авиацией при налёте в Курэ: перевернулся от разрывов трёх бомб вблизи борта.
- 20 ноября 1945 — Исключён из списков флота.
- В 1947 — Поднят и разобран на металлолом в Хариме.

## Командиры корабля
- капитан 1-го ранга Мису Сотаро[яп.] — с 3 декабря 1898 года по 29 сентября 1899 года[1].
- капитан 1-го ранга Иноуэ Тосио[яп.] — с 29 сентября 1899 года по 8 декабря 1900 года[1].
- капитан 1-го ранга Мияока Наоки (宮岡 直記) — с 12 марта 1902 года по 26 сентября 1903 года[2].
- капитан 1-го ранга Идзити Суэтака[яп.] — с 26 сентября 1903 года по 12 декабря 1905 года[3].
- капитан 1-го ранга Сайто Коси (Saito, Koshi) — с 2 ноября 1905 года по 7 апреля 1906 года[3].
- капитан 1-го ранга Като Садакити[яп.] — с 12 декабря 1905 года по 2 февраля 1906 года[4].
- капитан 1-го ранга Нава Матахатиро[яп.] — с 2 февраля по 12 октября 1906 года[4].
- капитан 1-го ранга Окумия Мамору (奥宮 衛) — с 12 октября 1906 года по 5 августа 1907 года[4].
- капитан 1-го ранга Камая Тадамити[яп.] — с 5 августа 1907 года по 20 февраля 1908 года[5].
- капитан 1-го ранга Ядзима Дзюнкити (矢島 純吉) — с 20 февраля 1908 года по 15 сентября 1908 года[6].
- капитан 1-го ранга Саяма Тоёнари (茶山 豊也) — с 15 сентября 1908 года по 1 октября 1909 года[6].
- капитан 1-го ранга Акияма Санэюки — с 10 апреля по 1 декабря 1910 года.
- капитан 1-го ранга Морияма Кэйдзабуро[яп.] — 12 ноября 1913 — 19 ноября 1914.
- капитан 1-го ранга Хара Кандзиро[яп.] — 15 апреля 1922 — 1 марта 1923
- капитан 1-го ранга Сигэока Нобудзиро[яп.] — 20 ноября 1923 — 1 декабря 1925
- капитан 1-го ранга Иноуэ Цугумацу[яп.] — 1 декабря 1925 — 1 февраля 1927
- капитан 1-го ранга Камада Митиаки — 16 ноября 1936 — 1 декабря 1937
- капитан 1-го ранга Ока Арата[яп.] — 1 декабря 1937 — 1 сентября 1938

## В литературе
Крейсер «Идзумо» присутствует в научно-фантастическом романе Григория Адамова «Тайна двух океанов» 1938 года (при попытке нападения на советскую подводную лодку "Пионер" уничтожен ультразвуковым орудием лодки), хотя описание корабля абсолютно не соответствует оригиналу.
Крейсер "Идзумо" присутствует в романе В.С. Пикуля "Три возраста Окини-сан".